# Sieboldius alexanderi
Sieboldius alexanderi – gatunek ważki z rodziny gadziogłówkowatych (Gomphidae).